# Sobreturismo
El sobreturismo es la congestión o el hacinamiento debido a un exceso de turistas, lo que resulta en conflictos con los locales. La Organización Mundial del Turismo (OMT) define el sobreturismo como «el impacto del turismo en un destino, o partes del mismo, que influye excesivamente en la calidad de vida percibida de los ciudadanos y/o en la calidad de las experiencias de los visitantes de manera negativa». Esta definición muestra cómo el sobreturismo puede ser observado tanto entre los locales, que ven el turismo como un factor perturbador que cada vez más agobia la vida cotidiana, como entre los visitantes, que pueden considerar el alto número de turistas como una molestia.
El término solo se ha utilizado con frecuencia desde 2015, pero ahora es la expresión más comúnmente utilizada para describir los impactos negativos atribuidos al turismo.

## Caracterización
El crecimiento del turismo puede llevar a conflictos entre residentes, trabajadores, visitantes diarios y turistas que pernoctan. Aunque actualmente se presta mucha atención al sobreturismo en las ciudades, también se puede observar en destinos rurales o en islas. La Organización Mundial del Turismo (OMT) encontró que la percepción de hacinamiento puede llevar a los residentes locales a protestar contra el turismo. El crecimiento excesivo de visitantes puede tener un efecto negativo para los residentes locales, especialmente durante picos turísticos temporales o estacionales. Por lo tanto, la capacidad de carga de un destino turístico también se mide en términos de capacidad de carga social y el comportamiento de los turistas.
A veces, el sobreturismo se equipara incorrectamente con el turismo masivo. El turismo masivo implica grandes grupos de turistas que llegan al mismo destino. Si bien esto puede llevar al sobreturismo, hay muchos destinos que reciben millones de visitantes, pero no se consideran afectados por el sobreturismo (por ejemplo, Londres). Los turistas generalmente utilizan infraestructura y servicios diseñados para residentes. Si se supera la capacidad de carga de la infraestructura y los servicios que los turistas también necesitan usar, la provisión de servicios se enfoca en las prioridades de los turistas. Los residentes pueden verse obligados a usar la provisión de servicios destinada a los turistas.
En la década de 1990, los residentes locales en España, Grecia, Malta y Francia comenzaron a oponerse al turismo masivo, que se percibía como fordista. En áreas rurales de América, las preocupaciones ambientales fueron el principal motor del creciente descontento y las campañas sociales contra los desarrollos inmobiliarios turísticos. En México y Centroamérica, las especulaciones inmobiliarias turísticas desencadenaron protestas vehementes, junto con la explotación de trabajadores e incluso el despojo o desplazamiento de residentes locales.
En 2017, Europa vio una ola de protestas de residentes en ciudades, incluyendo Barcelona, Venecia y Palma de Mallorca. Los problemas derivados del sobreturismo comenzaron a discutirse en publicaciones académicas, pero aún no se ha acordado una definición comúnmente aceptada del fenómeno.

## Causas
El sobreturismo se observa principalmente, pero no exclusivamente, cuando la cantidad de visitantes a un destino, o partes del mismo, crece rápidamente en un corto período de tiempo. También es más común en áreas donde los visitantes y los residentes comparten un espacio físico. En los últimos años, los desarrollos dentro y fuera del turismo han aumentado el contacto entre residentes y visitantes y han hecho que los impactos del turismo sean más notorios. Además del crecimiento general en el número de turistas, los problemas asociados con el sobreturismo se han exacerbado por los siguientes desarrollos:

### Facilitadores del sobreturismo
El sobreturismo se ha desarrollado en un fenómeno generalizado. Los gobiernos y las organizaciones de marketing de destinos están intentando abordar el problema. Los facilitadores del sobreturismo incluyen un mayor número de turistas, la asequibilidad de los viajes, una mentalidad dominada por el deseo de crecimiento económico, un enfoque a corto plazo en el turismo, la competencia por servicios y comodidades locales, y la falta de control sobre las reservas turísticas.
Actualmente hay más turistas que nunca en la historia del mundo. En 1950 se estimó que el número de turistas internacionales era de 25 millones. En 1963, Walter Christaller publicó sobre los efectos negativos del turismo. En 1987, Jost Krippendorf siguió como el turismo internacional aumentó. En 2016, el número de turistas superó los mil millones, un aumento de 50 veces en comparación con 1950. La cobertura mediática sobre el sobreturismo se ha centrado en Europa, que soporta la mayor parte de las llegadas turísticas con un 50 por ciento, y el sudeste asiático, que sostiene el 25 por ciento de las llegadas turísticas. Según la OMT, hubo 25 millones de llegadas internacionales en 1950, que aumentaron a 1.3 mil millones para 2017. Se espera que el sector turístico internacional crezca un 3.3% anualmente, hasta 2030, año en el que se espera que 1.8 mil millones de turistas crucen fronteras.

### Factores que contribuyen al sobreturismo
El auge de las aerolíneas de bajo costo (LCC), la disponibilidad de servicios de autobús interurbano económicos y la popularidad de los viajes en crucero se asume que han contribuido a las quejas sobre el sobreturismo. En la literatura académica, la política gubernamental, las ambiciones de los proveedores de servicios en destinos turísticos, así como la influencia de las redes sociales se consideran facilitadores del sobreturismo.
Airbnb y servicios de alojamiento en línea similares pueden llevar a un aumento en los turistas debido a precios más bajos, en comparación con hoteles u otros establecimientos. También está el problema de que Airbnb conduce a menos oportunidades de vivienda asequible para los residentes, aumentos en los precios de los alquileres y la pérdida de la comunidad social dentro de los vecindarios.

## Ejemplos
A partir de 2017, varios medios de comunicación publicaron listas de destinos no recomendados por la excesiva afluencia de turistas.

### Alemania
El Zugspitze se ha visto afectado por un exceso de turismo, especialmente debido a los excursionistas que llegan en teleférico.
En los Alpes se registra un aumento de accidentes y muertes, ya que muchos turistas subestiman la dificultad de las rutas de montaña y practican montañismo con un equipamiento insuficiente o con poca condición física y resistencia.

### Antártida
Según CNN, los ambientalistas están preocupados por el efecto del turismo en la Antártida, que aumentó de manera constante durante la década de 2010.

### Aruba
En Aruba, la sustancia química oxibenzona presente en los protectores solares está dañando los arrecifes de coral y la vida marina. En 2019, se presentó un proyecto de ley llamado «Elige Cero», que incluye la prohibición de importar, vender o distribuir productos plásticos de un solo uso y productos que contengan oxibenzona.

### Austria
Hallstatt, en 2020, tuvo 780 ciudadanos y más de 10 000 visitantes al día, que llegaban principalmente en autobús turístico, se detenían brevemente para tomar fotografías y continuaban rápidamente. Los ciudadanos se quejaron de que los turistas entraban en las casas y jardines privados para tomar fotografías o aplaudían los funerales en el cementerio. En 2020, la ciudad implementó un sistema para limitar el ingreso de autobuses.

### Bután
Bután ha establecido un cargo de entre 200 y 250 dólares estadounidenses por día para los turistas debido a las preocupaciones por el turismo excesivo.

### China
La Gran Muralla China ha sido dañada por el exceso de turismo.

### Croacia
En 2017, Dubrovnik se volvió tan turística que la UNESCO consideró eliminarla de la lista de Patrimonio de la Humanidad. La ciudad limitó el número de visitantes a los que se les permitía subir a sus murallas y a partir de 2017 estaba planeando limitar el número de cruceros que podían atracar. En 2020 estaban considerando limitar el número de nuevos restaurantes que podían abrir.

### Ecuador
Las Islas Galápagos fueron incluidas en la lista Fodor's 2017 de lugares a los que no se debe ir debido al daño ambiental causado por el turismo excesivo. A partir de 2017 los visitantes deberán contratar un guía.

### España
En Barcelona, los manifestantes han protestado en playas turísticas y otros barrios con gran afluencia turística y han aparecido pintadas antiturísticas. En 2013, 9 000 000 de visitantes visitaban anualmente el Parque Güell, y las autoridades limitaron la entrada al parque a 800 por hora. Según The New Yorker, «el cambio del Park Güell de un espacio público compartido a una zona cultural ocupada casi exclusivamente por turistas es entendido por algunos residentes preocupados de Barcelona como una historia sobre el futuro destino de la ciudad misma». Según Albert Arias, geógrafo del gobierno de Barcelona, la venta de entradas fue «una muy mala solución», que «es reconocer un problema al cercar el espacio público». Airbnb ha contribuido al exceso de turismo: en algunas zonas de la ciudad se ha experimentado una disminución del 45 % de la población residente entre 2007 y 2019 debido a que los inversores han comprado propiedades para utilizarlas como alquileres a corto plazo a través de la plataforma.
En 2017, el turismo se había convertido en una de las principales preocupaciones de los funcionarios de la ciudad: una encuesta mostró que el 60% de los residentes creían que Barcelona había «alcanzado o superado» su capacidad para albergar al turismo. En 2020 Barcelona tenía previsto limitar los cruceros. En abril de 2020 se publicó en Barcelona una propuesta de cambio radical en la organización de la ciudad, el Manifiesto para la Reorganización de la ciudad después del COVID-19, firmado por 160 académicos y 300 arquitectos. El Manifiesto es radicalmente crítico con la turistificación y mercantilización de la ciudad, proponiendo: «eliminar los cruceros», «mantener las dimensiones actuales del aeropuerto», «estimular el decrecimiento turístico», y «eliminar cualquier inversión para promocionar la 'marca Barcelona'».
Otras zonas con gran afluencia turística en España son Mallorca y Alicante.

### Francia

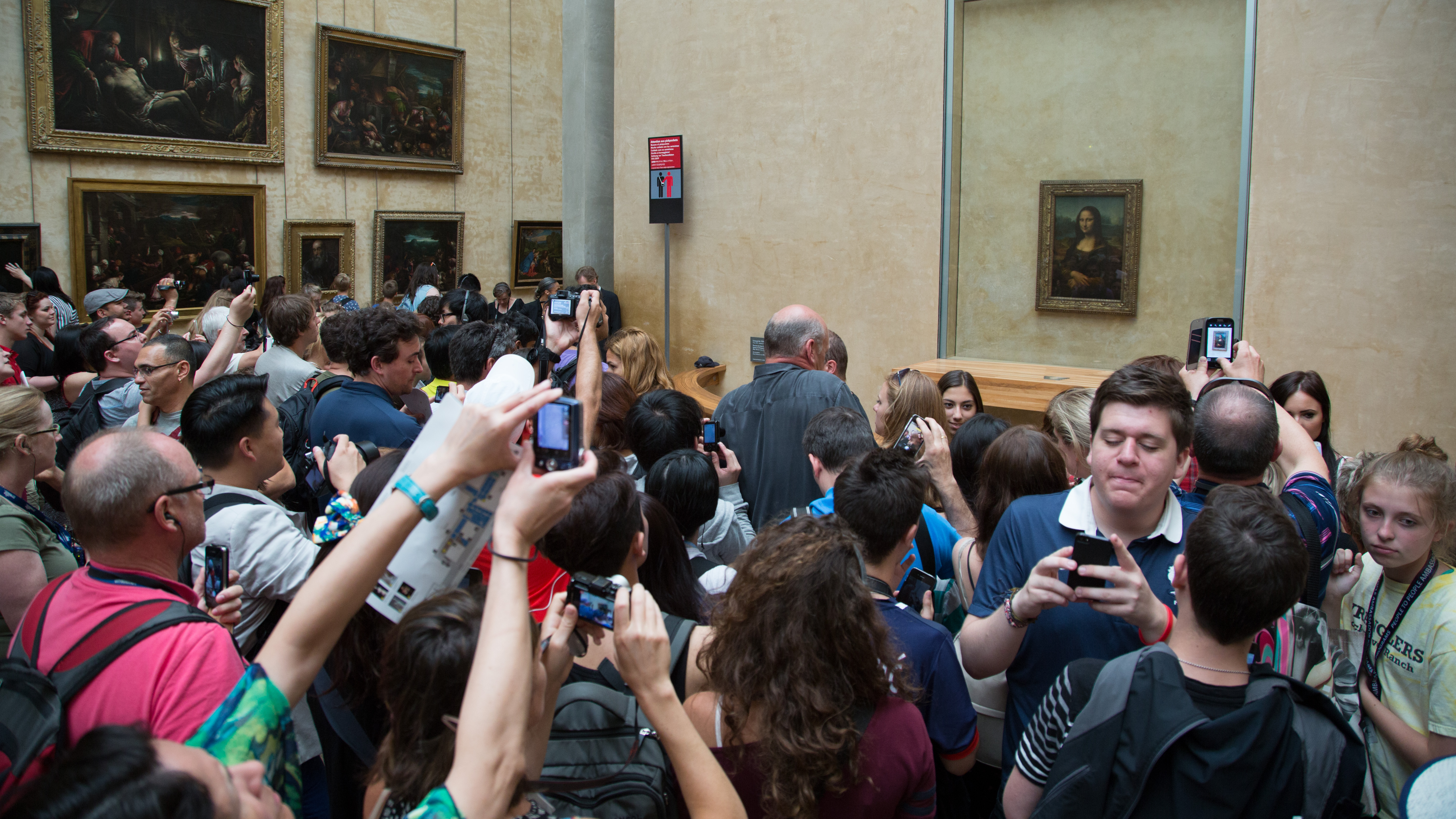
Sobreturismo en el Louvre.

En París, los trabajadores del Museo del Louvre se declararon en huelga debido a las condiciones de hacinamiento, según ellos peligrosas.

### Grecia
En Santorini, el número de visitantes de cruceros se ha limitado a 8000 por día debido al exceso de turismo, después de años en los que la isla de 15 000 residentes recibía hasta 18 000 turistas por día.

### Hawái
En Hawái, se ha demostrado que la degradación de los coral es empeora en las zonas con mayor concentración de turistas.

### Islandia
La zona de Fjaðrárgljúfur fue cerrada después de que el video musical de «I'll Show You» de Justin Bieber se hiciera tan popular que el gobierno necesitaba mejorar la infraestructura. En general, Islandia se ha enfrentado al desafío de proteger su medio ambiente con el aumento del turismo en el país. El uso excesivo de áreas naturales puede causar daños duraderos y posiblemente permanentes a la vegetación, los suelos y el paisaje. La afluencia de visitantes también puede provocar congestión, lo que puede perjudicar la experiencia. Con el rápido crecimiento, también hay una falta de infraestructura en la isla para apoyar plenamente el aumento del turismo, así como el de los residentes ya presentes en la isla, lo que provoca otros problemas como el tráfico en carreteras que pueden ser difíciles de recorrer.

### India
En 2019, el Taj Mahal comenzó a multar a los visitantes que permanecieran más de tres horas. En 2017, CNN calificó a las multitudes de «implacables».

### Indonesia
Bali tenía previsto en 2020 aplicar un impuesto turístico de 10 dólares estadounidenses.

### Irán
A menudo se informa sobre el exceso de turismo en Abyane.

### Italia
Venecia se ha enfrentado a una disminución de su población debido al exceso de turismo. En 2019, Forbes lo calificó como uno de los «destinos más notablemente sobresaturados de turismo» del mundo. En 2017, la CNN calificó a las multitudes de «insoportables». En 2018, la ciudad probó el uso de torniquetes en la Plaza de San Marcos para controlar el número de visitantes. En 2020 el impuesto turístico diario fue de 11 dólares estadounidenses.
En 2018, la Isla de Capri probó formas de limitar el turismo diurno. Cinque Terre tuvo 2,5 millones de visitantes en 2015, y las autoridades locales intentaron limitar el número de visitantes a 1,5 millones en 2016, pero una reacción negativa provocó que se revocara esta medida. En 2017, CNN afirmó que los turistas de cruceros, que viajan durante unas horas y no gastan dinero, son los culpables del daño ambiental. Las autoridades de Roma declararon ilegal sentarse en la escalinata de la plaza de España, con multas de hasta 448 dólares estadounidenses, debido a los daños causados por los turistas.
En la década de 2010, Pragser Wildsee se convirtió en una zona de gran afluencia turística y en 2020 recibió hasta 17 000 visitantes en un solo día de verano; a partir de 2023, hubo restricciones de acceso para vehículos.
El gobierno de Florencia está intentando prohibir nuevas propiedades de alquiler a corto plazo en el centro histórico de la ciudad, declarado Patrimonio de la Humanidad por la UNESCO. La administración de la ciudad sostiene que la mayor disponibilidad de alquileres a corto plazo a través de plataformas como Airbnb, que atienden a los turistas, ha hecho que la vivienda sea inaccesible para los residentes locales.

### Japón
A partir de 2019, las autoridades de Kioto impusieron una multa de 92 dólares estadounidenses a los turistas que tomaran fotografías de geisha s sin su permiso.
El fin de las restricciones de viaje relacionadas con el COVID-19 y el debilitamiento del yen han impulsado un aumento récord del turismo extranjero en 2024. En respuesta al aumento de turistas extranjeros en el Monte Fuji, la Prefectura de Yamanashi ha establecido un límite de escaladores diarios de 4000 personas y ha comenzado a cobrar una tarifa de entrada de ¥2000. También en la prefectura de Yamanashi, se instaló una barrera de malla para bloquear la vista del monte Fuji detrás de una tienda de conveniencia Lawson en Fujikawaguchiko debido a los disturbios causados por los turistas en la zona.
A partir de 2024, algunos funcionarios japoneses han considerado instituir un sistema de precios de dos niveles que haría que los turistas extranjeros paguen más que los residentes en ciertas atracciones turísticas para contrarrestar los efectos del exceso de turismo.

### Kurdistán iraquí
El Kurdistán iraquí es la parte más visitada de Irak, especialmente durante Newroz. Los turistas vienen de todo Irak y del mundo para celebrar el Newroz. En Duhok, tres personas fueron detenidas por planear quemar 200 neumáticos para el incendio de Newroz en 2022. En Aqrah, una ciudad famosa por sus celebraciones de Newroz, algunos lugareños decidieron quemar antorchas de madera en lugar de neumáticos.

### Nepal
El monte Everest se ha vuelto tan sobresaturado de turismo que los escaladores mueren de mal de montaña debido a los retrasos causados por el hacinamiento. A partir de 2020, el gobierno nepalí estaba planeando limitar los permisos a quienes habían escalado otro pico nepalí por 21 325 pies (6500 m).

### Países Bajos
Ámsterdam instituyó un impuesto turístico diario en 2019, y eliminó los recorridos oficiales por el barrio rojo en 2020.

### Perú

Turistas en Machu Picchu.

Desde 2019, Perú limita el número de visitantes a Machu Picchu a 5000 por día, pero la UNESCO cree que el límite debería reducirse a la mitad. A partir de 2014, los turistas extranjeros debían contratar un guía. En 2020, el sitio tenía previsto emitir 5940 billetes al día, lo que supone más del doble de los 2500 que recomienda la UNESCO para preservar las ruinas.

### Reino Unido
En Escocia, la Isla de Skye aconsejó a los visitantes que no vinieran a menos que tuvieran alojamiento reservado para pasar la noche.
En Inglaterra, en 2024, la junta de turismo del Ayuntamiento de Thanet, que gobierna una popular zona turística en Kent, sugirió que el ayuntamiento debería imponer un impuesto turístico, pero fue rechazado.

### Tailandia
Ko Phi Phi Lee fue cerrada al público debido a que el exceso de turismo causó problemas ambientales. El parque nacional de Ao Phang Nga fue incluido en 2017 en la lista de Fodor de lugares para no visitar en 2018 debido al exceso de turismo.

### Vietnam
En Hanói, en octubre de 2019, un tren tuvo que detenerse de emergencia porque había turistas en las vías tomándose selfis.

## Tomando medidas contra el turismo excesivo

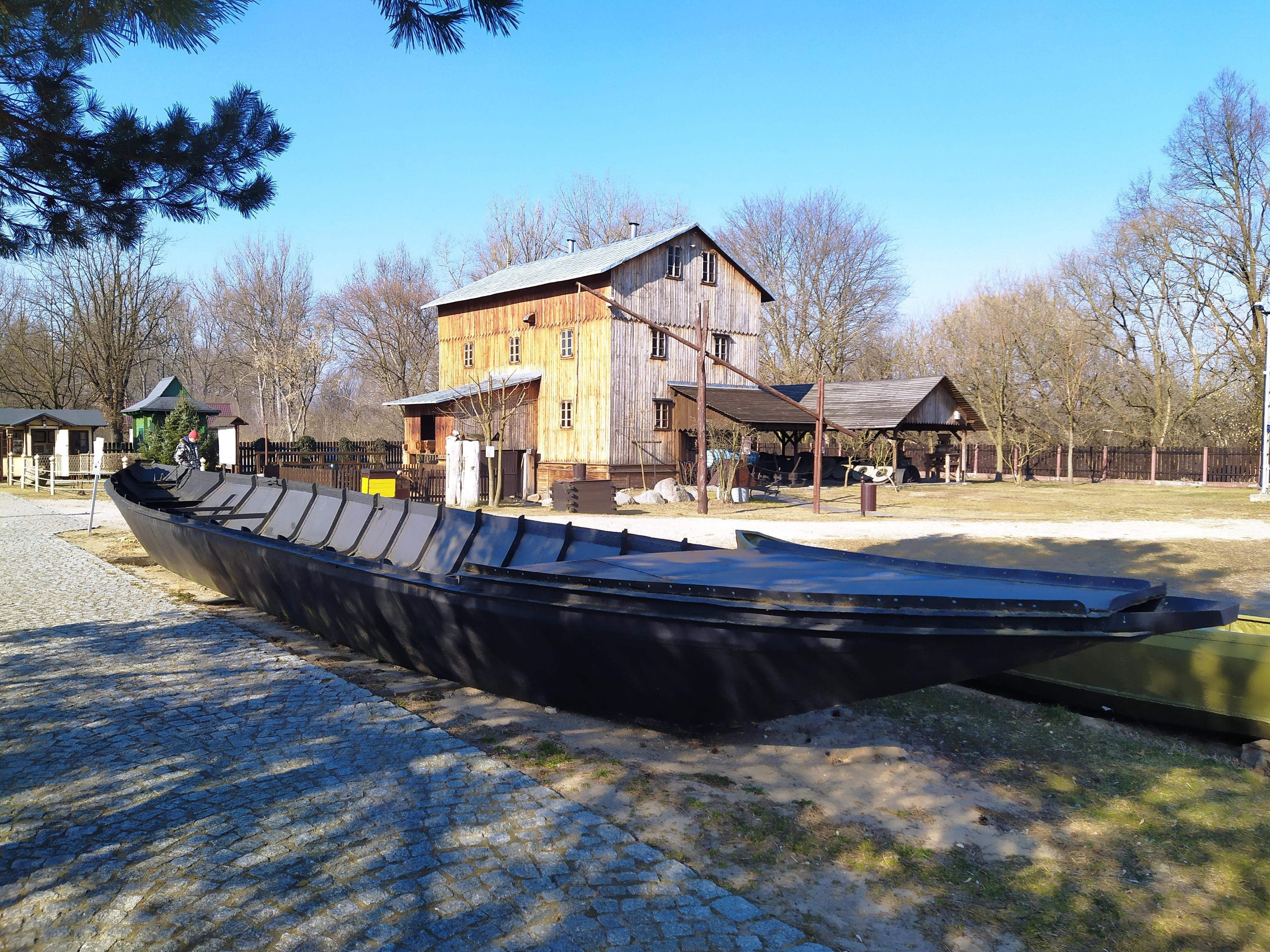
Río Pilica Skansen, una nueva atracción turística en la parte central de Polonia.

En septiembre de 2018, la Organización Mundial del Turismo (OMT) publicó un informe sobre el exceso de turismo y cómo abordarlo. El informe destaca la importancia de considerar el turismo en un contexto local y detalla 11 estrategias para abordar el exceso de turismo:
1. Aumentar la dispersión física de multitudes entre las diferentes atracciones dentro de una ciudad/destino;
2. Aumentar la dispersión temporal de los turistas (por ejemplo, fomentando las visitas fuera de temporada);
3. Promocionar itinerarios y atracciones nuevos y de interés especial;
4. Hacer uso efectivo de la reglamentación en materia de turismo;
5. Adaptar las actividades a segmentos específicos del mercado turístico;
6. Garantizar que las comunidades y los residentes se beneficien del turismo;
7. Crear experiencias beneficiosas tanto para los turistas como para los residentes;
8. Ampliar la infraestructura;
9. Involucrar a los residentes locales en la formulación de políticas turísticas;
10. Comunicarse con los turistas sobre los posibles impactos del turismo en las comunidades;
11. Utilizar datos para monitorear y responder a los problemas relacionados con el turismo excesivo.

La consultora McKinsey & Company sugiere que para evitar el exceso de turismo hay que centrarse en cuatro prioridades:
- Construir una base de datos completa y actualizarla periódicamente.
- Establecer una estrategia de crecimiento sostenible a través de una planificación rigurosa a largo plazo.
- Involucrar a todos los sectores de la sociedad: comercial, público y social.
- Buscar nuevas fuentes de financiación.

Además, es esencial una comunicación y relaciones públicas sistemáticas. Los objetivos, medidas, éxitos y fracasos de la gestión turística local deben hacerse transparentes para los habitantes para que todas las instituciones relevantes se involucren.

## Crítica a la frase «sobreturismo»
No hay acuerdo sobre cuándo se acuñó la frase ni quién la acuñó. El primer uso conocido de «sobreturismo» fue en un artículo de 1986 escrito por Max Börlin, en el que señalaba Al igual que la sobrepesca, el sobreturismo puede agotar los recursos naturales de los que depende el turismo, con los consiguientes costos ocultos elevados. Otros investigadores señalan un artículo de la periodista Freya Petersen en The Sydney Morning Herald del 15 de diciembre de 2001.
Sin embargo, el sobreturismo recién se convirtió en una frase ampliamente utilizada en 2016, después de ganar un impulso significativo luego de un artículo de Skift, una empresa de noticias e investigación de la industria de viajes. El uso del término por parte de Skift atrajo la atención mundial hacia un creciente problema de percepciones del turismo excesivo, lo que desencadenó conversaciones sobre cómo gestionar el turismo de manera más sostenible. En 2018, a raíz de un mayor uso de la palabra, el Oxford English Dictionary nombró a overtourism como una de sus palabras del año 2018. Esto fue consecuencia de una campaña de The Daily Telegraph para que la palabra fuera reconocida en su lista anual.